# 髙山辰雄
髙山 辰雄（たかやま たつお、1912年〈明治45年〉6月26日 - 2007年〈平成19年〉9月14日）は、日本画家。文化勲章受章者。

## 来歴
大分市に生まれる。1931年（昭和6年）、東京美術学校（現・東京藝術大学）日本画科に入学、1936年（昭和11年）に卒業している。在学中から松岡映丘の画塾に入り、師事した。美校の卒業制作「砂丘」は、砂の上に座るセーラー服姿の若い女性を俯瞰的に描いた洋画風の作品で、後の高山の作風を思わせるものはほとんどない。
高山は戦後まもない1946年（昭和21年）ころ、ゴーギャンの伝記を読んで感銘を受け、その後の作風にはゴーギャンの影響がみられるようになる。1946年、第2回日展に裸婦ふたりを描いた「浴室」を出品し、特選となる。1949年（昭和24年）には日展に「少女」を出品し、再び特選となる。この頃から独自の幻想的な画風が定着する。
1960年（昭和35年）に「白翳」で日本芸術院賞、1964年（昭和39年）に「穹」で芸術選奨文部大臣賞、1970年（昭和45年）には日本芸術大賞を受賞。
1972年（昭和47年）日本芸術院会員。1975年から1977年まで（昭和50–52年）日展理事長を務め、任期満了後は日展常務理事、顧問となる。1979年（昭和54年）文化功労者として顕彰。1982年（昭和57年）70歳の時に文化勲章を受章している。1983年（昭和58年）に大分市名誉市民に推挙され、1987年（昭和62年）には世田谷区名誉区民として顕彰される。
1985年（昭和60年）には東京はじめ日本の5都市で「日月星辰－高山辰雄展1985」を開催。屏風絵の大作をはじめとする意欲作を出品し、健在ぶりを示した。
1990年（平成2年）秋の平成の大嘗祭では（出身の大分県が主基国に選ばれたため）、大分の風俗考証画を制作納めた。
2007年（平成19年）9月14日午後4時19分、肺炎のため自宅で死去。95歳没。
出身地の大分県には高山にちなんだ「高山辰雄賞ジュニア県美展」（通称「高山賞」「高山展」）という名称の賞がある。

## 代表作品
- 「砂丘」　1936年、東京藝術大学 収蔵
- 「浴室」　1946年、大分県立芸術会館 収蔵
- 「食べる」　1973年、大分県立芸術会館 収蔵
- 「日（六曲屏風）」　1985年
- 「月（六曲屏風）」　1985年、成川美術館 収蔵
- 「赤い服の少女」　1997年、康耀堂美術館 収蔵
- 「二人」　1997年、康耀堂美術館 収蔵
- 「草原の朝」　2001年、康耀堂美術館 収蔵

## 画集・著書
- 『高山辰雄』 三彩社、1974年
- 『日月星辰 高山辰雄屏風画集』 新潮社、1976年
- 『聊斎志異』 渓水社 1978年
- 『現代日本画家素描集 7 日月星辰 高山辰雄』 日本放送出版協会、1978年
- 『高山辰雄自選画集』 毎日新聞社 1979年
- 『アッシジへ行く高山辰雄墨画集』 講談社、1979年／新版・角川文庫、2002年
- 『大地を行く高山辰雄中国墨画集』 講談社、1987年
- 『現代の日本画 9 高山辰雄』 学習研究社、1991年
- 『現代日本素描全集 7 高山辰雄』 ぎょうせい、1992年
- 『高山辰雄』 日本経済新聞社（日経ポケット・ギャラリー）、1992年。文庫版
- 『聖家族1993 高山辰雄画集』 講談社、1993年
- 『高山辰雄』 日本経済新聞出版社、1997年
- 『高山辰雄の世界 素描と本画』 広田肇一責任編集、思文閣出版、2000年
- 『存在追憶 限りなき時の中に』 角川書店、2007年。画文集の遺著